# Federico Galera Díez
Federico Galera Díez  (* 11. Februar 1978 in Madrid) ist ein spanischer Skibergsteiger und Bergläufer.
Galera begann 1996 mit dem Skibergsteigen und nahm im selben Jahr an seinem ersten Wettkampf teil. Ab 1998 war er Mitglied in der  spanischen Nationalmannschaft Skibergsteigen. Bereits als Espoir erzielte er zwei Europameistertitel, war Spanischer Meister und Spanien-Cup-Sieger. Bei den Herren war er dreifacher Spanien-Cup-Sieger und gewann viermal die Spanische Meisterschaft. Bei der Weltmeisterschaft im Skibergsteigen 2006 erzielte er in der Staffeldisziplen mit Javier Martín de Villa, Manuel Pérez Brunicardi und Agustí Roc Amador den sechsten Platz. Im selben Jahr gewann er unter anderem den Cross Alpino del Telégrafo im Berglauf.
Sein Bruder Carlos ist ebenfalls aktiver Skibergsteiger.